# Dieceza de Aachen

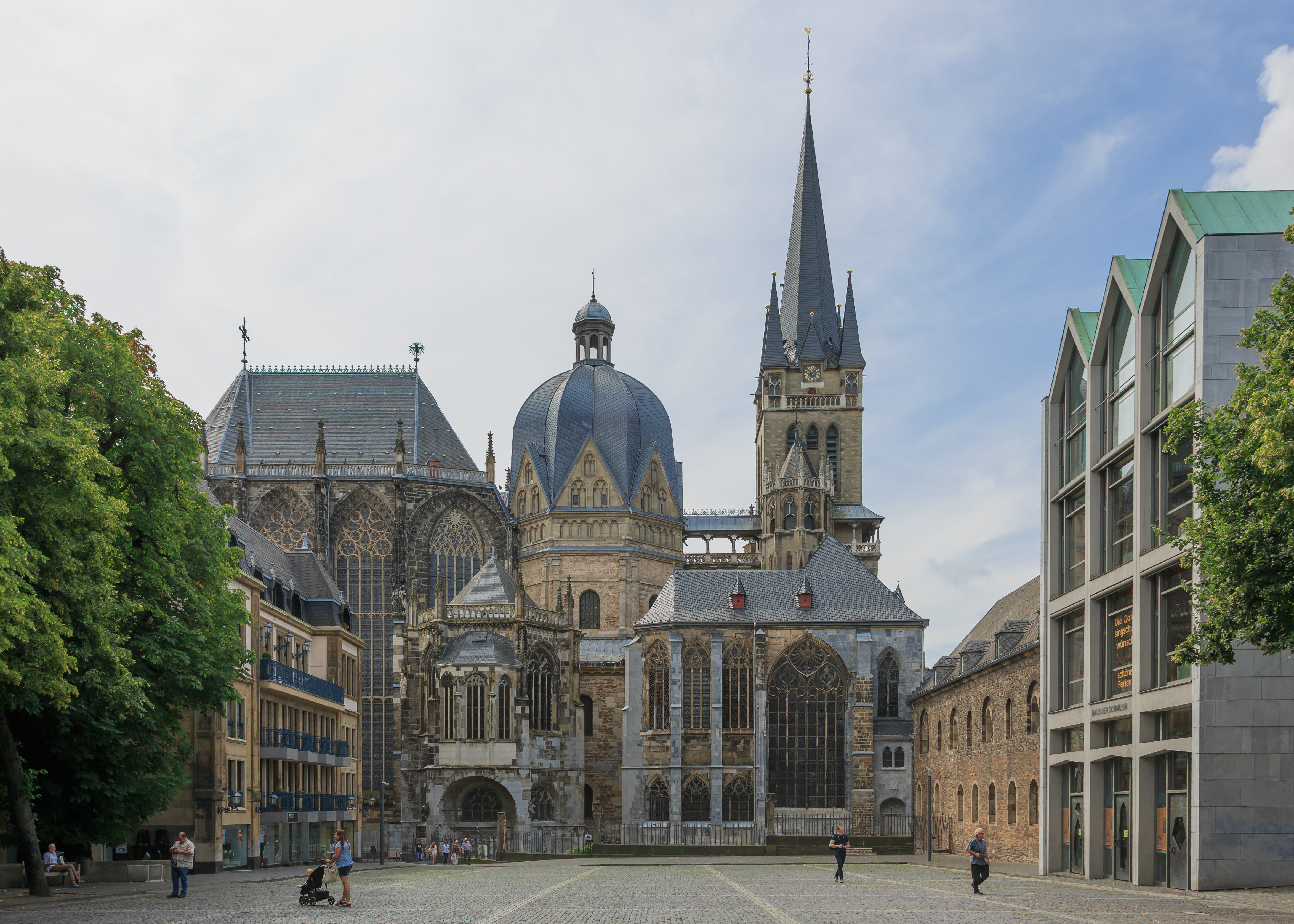
Catedrala din Aachen

Dieceza de Aachen (în latină Dioecesis Aquisgranensis) este una din cele douăzecișișapte de episcopii ale Bisericii Romano-Catolice din Germania, cu sediul în orașul Aachen. Dieceza de Aachen se află în provincia mitropolitană a Arhidiecezei de Köln.

## Istoric
Episcopia a fost fondată în anul 1801, de către francezii ce cuceriseră această zonă a Germaniei. Primul episcop a fost Marc Antoine Berdolet, numit în funcție de către împăratul Napoleon I. În anul 1821 teritoriile episcopiei au intrat din nou sub stăpânire germană, iar dieceza a fost desființată. În 1929 episcopia a fost reînființată și a fost trecută sub jurisdicția Arhiepiscopiei de Köln, în care se află și în prezent.